# نویندتلساو
نویندتلساو (به آلمانی: Neuendettelsau) یک شهر در آلمان است که در آنسباخ واقع شده‌است.

## خواهرخوانده
شهر Treignac خواهرخواندهٔ نویندتلساو هست.